# Rivera de Cañedo
La rivera de Cañedo es un curso de agua del interior de la península ibérica, afluente del Tormes por la derecha. Discurre por la provincia española de Salamanca.

## Descripción
Discurre por la provincia de Salamanca. El río, que tiene su origen en el término municipal de Santíz, sigue primero una dirección norte-sur y luego se orienta hacia el oeste. Deja a su paso, a ambos lados de su curso, localidades como Huelmos de Cañedo, Santibáñez de Cañedo, Torresmenudas, Aldearrodrigo, El Arco, San Pelayo de Guareña y Cañedo de las Dueñas, hasta desembocar en el Tormes aguas abajo de Ledesma. Aparece descrito en el quinto volumen del Diccionario geográfico-estadístico-histórico de España y sus posesiones de Ultramar de Pascual Madoz de la siguiente manera:

CAÑEDO: r. en la prov. y part. jud. de Salamanca: nace en el térm. de Santíz, y desagua en el Tormes por bajo de Ledesma: hasta Torres-menudas dirije su curso de N. á S., y desde este punto de E. á O.: entre los pueblos que baña por su der. se hallan Topas, Cañedino, Santivañez de Cañedo, Casablanca, Aldea-Rodrigo, El Arco, San Pelayo y Cañedo de las Dueñas; y por la izq. Huelmos y Torres-menudas. No se aprovechan sus aguas para el riego, pierden su corriente en el verano y producen tencas, anguilas y sanguijuelas.
(Madoz, 1846, p. 489)

Pertenece a la cuenca hidrográfica del Duero y sus aguas acaban vertidas en el océano Atlántico.